# Neotrichonotulus urangai
Neotrichonotulus urangai är en skalbaggsart som beskrevs av Islas 1955. Neotrichonotulus urangai ingår i släktet Neotrichonotulus och familjen Aphodiidae. Inga underarter finns listade i Catalogue of Life.